# Гобер, Пьер
Пьер Гобер (фр. Pierre Gobert; 1 января 1662[…], Фонтенбло — 13 февраля 1744[…], Париж) — французский художник.
Родился в 1762 году в Фонтенбло в семье малоизвестного скульптора Жана Гобера II (Младшего). В 1701 году стал действительным членом французской Королевской академии живописи и скульптуры. Работал как художник-портретист. При жизни пользовался популярностью при дворе королей Людовика XIV и Людовика XV, однако сегодня обычно рассматривается как художник второго ряда. Особенности творчества Гобера (плодовитость; сравнительная, но не чрезмерная известность; некоторая усреднённость живописной манеры, наличие подмастерьев и учеников) в XX веке сделали атрибуцию «круг Гобера» (или «мастерская Гобера») популярной в искусствоведческих кругах.

## Галерея

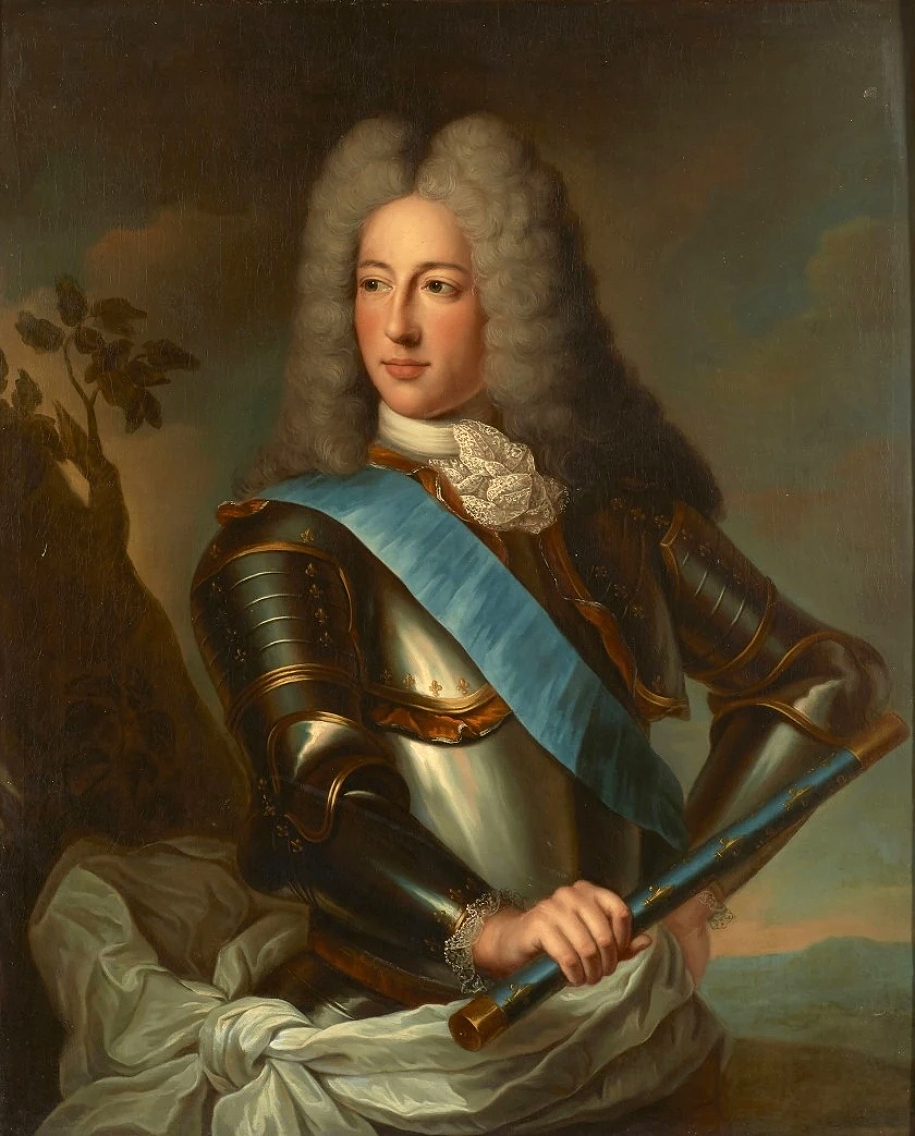
Принц Людовик IV де Бурбон-Конде
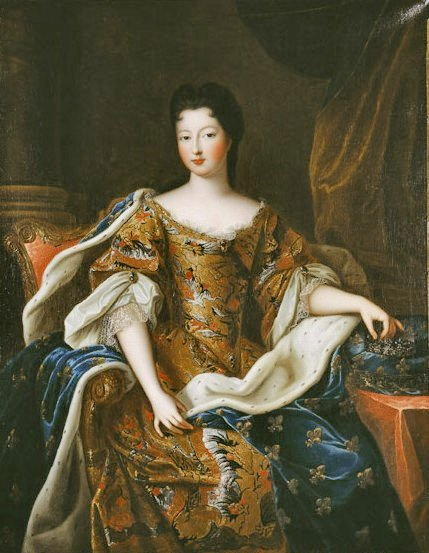
Принцесса Франсуаза-Мария де Бурбон
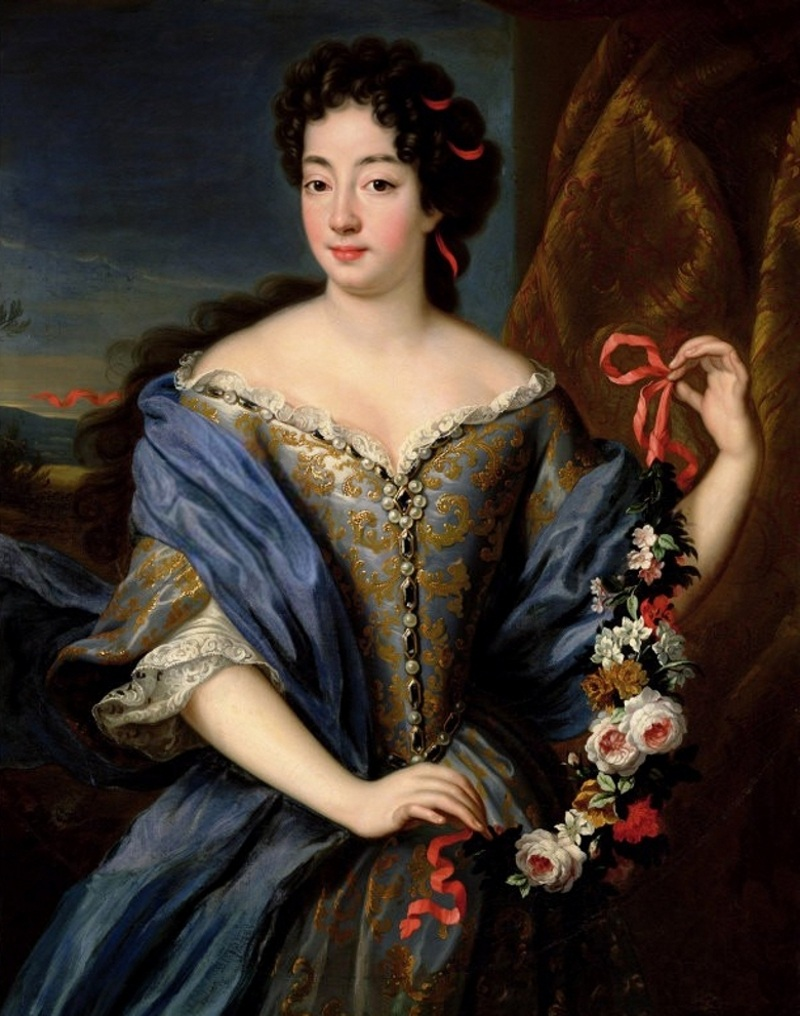
Принцесса Анна Генриетта Пфальц-Зиммернская
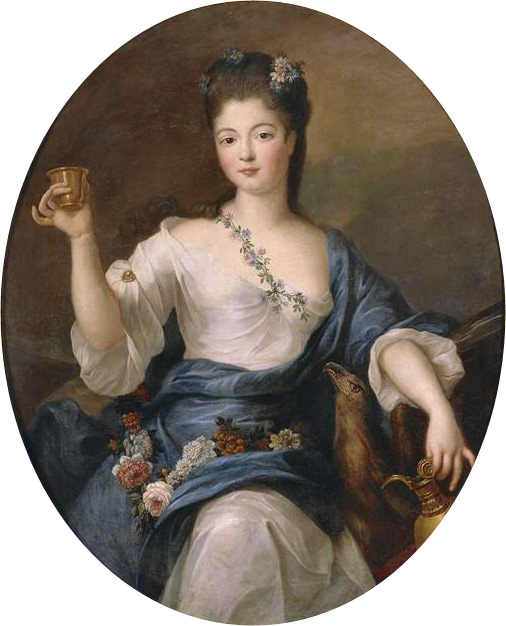
Принцесса Шарлотта Аглая Орлеанская
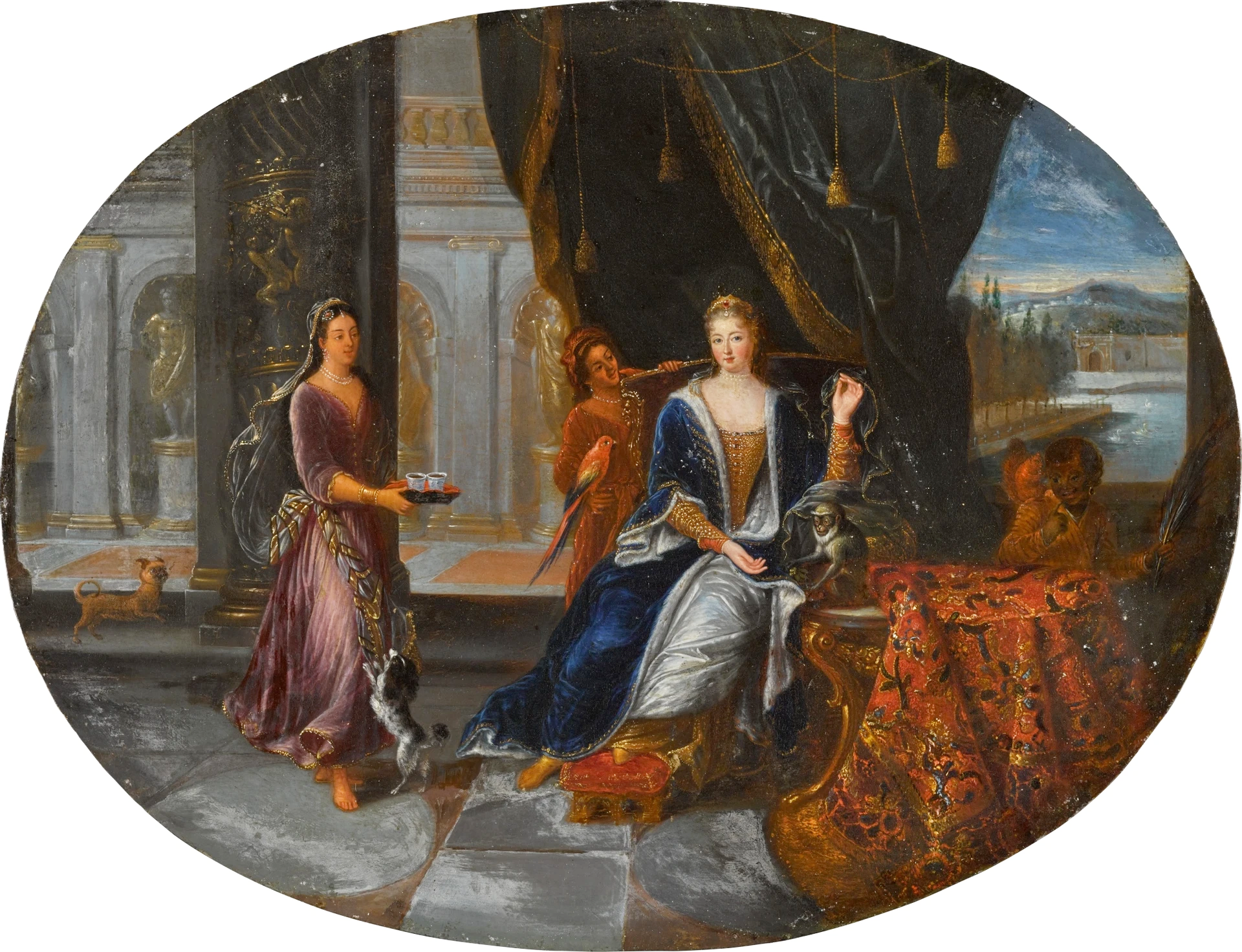
Портрет знатной дамы в экзотическом интерьере на фоне пейзажа.
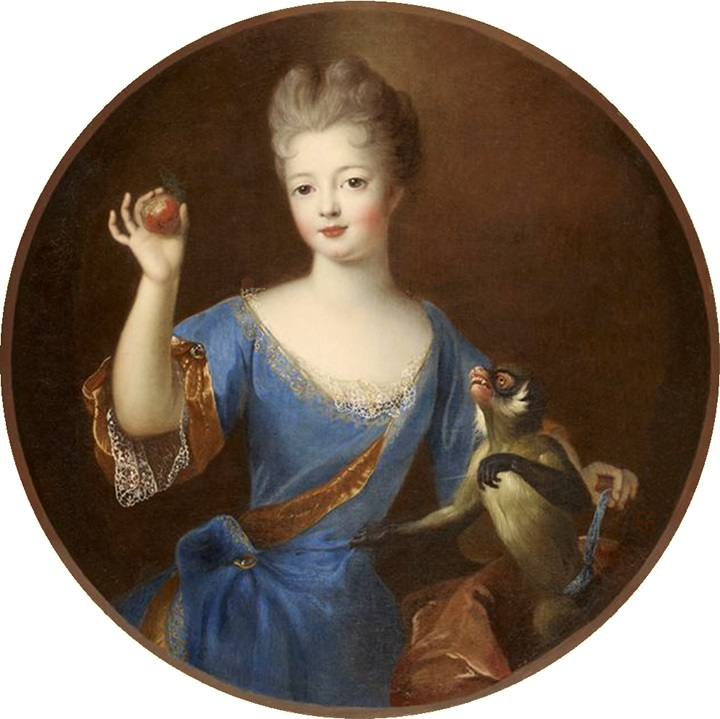
Принцесса Мария Анна де Бурбон